# Ribeira de Silvalde
A ribeira de Silvalde nasce em Sanguedo e vai desaguar a Silvalde. Passa pelo concelho de Santa Maria da Feira (freguesias de Argoncilhe, Mozelos, Nogueira da Regedoura) e pelo concelho de Espinho (freguesia de Silvalde).
O rio foi usado para lavar roupa, para a agricultura e para a pesca.
Em Argoncilhe o rio fica ainda maior por causa da Lagoa de S. Pedro, conseguindo ser muito larga e funda.
As águas da ribeira estão presentemente muito poluídas.